# Thomas Conrad von Baldenstein
Thomas Conrad von Baldenstein, né le 14 septembre 1784 à Baldenstein (commune de Sils im Domleschg) et mort le 28 janvier 1878 dans le même village, est un naturaliste suisse.
Il travaille principalement en entomologie et en apiculture. Il a également étudié les oiseaux des Alpes et fut le premier à décrire la mésange boréale.